# Hashim Thaçi
Hashim Thaçi (wym. [hɐ'ʃɪm 'θɑ:t͡ʃɪ]ⓘ; ur. 24 kwietnia 1968 w Buroje, Srbica w Jugosławii) – kosowski polityk i przywódca, przewodniczący Demokratycznej Partii Kosowa, jeden z byłych politycznych liderów Armii Wyzwolenia Kosowa (UÇK), premier Kosowa od 9 stycznia 2008 do 9 grudnia 2014 i prezydent Kosowa w latach 2016–2020.

## Życiorys
Thaçi studiował filozofię i historię na Uniwersytecie w Prisztinie. Po zakończeniu nauki wyemigrował do Szwajcarii. Rozpoczął studia podyplomowe w zakresie historii Europy Południowej na Uniwersytecie w Zurychu. Był tam również jednym z założycieli nowej partii politycznej, Ludowego Ruchu Kosowa. Jego ideologia nawiązywała do albańskiego nacjonalizmu i idei Wielkiej Albanii. W 1993 Thaçi opuścił Szwajcarię i wyjechał do Albanii. Został członkiem wewnętrznego dowództwa UÇK, odpowiedzialnym za środki finansowe, szkolenie i uzbrojenie rekrutów. Szkolił ich pod skrzydłami sprzyjającego Kosowu rządu albańskiego, z celem ostatecznego ich wysłania na tereny kosowskie. Jego partyzancki przydomek brzmiał „Gjarpëri” (wąż).
W lipcu 1997 serbski sąd w Prisztinie skazał zaocznie Thaçiego na 10 lat więzienia, oskarżając go o popełnienie wrogich aktów terroru. Z tego powodu Thaçi wraz ze swym oddziałem wojskowym musiał ukrywać się w lasach w okolicach Drenicy.
Thaçi zorganizował też syndykat przestępczy, zwany „Grupą Drenicką”. Grupa ta była odpowiedzialna za 10–15% ogólnej przestępczości w Kosowie. Głównym źródłem zarobku był przemyt broni, handel kradzionymi samochodami, handel ropą i papierosami, oraz handel żywym towarem i organizacja prostytucji. „Grupa Drenicka” była też odpowiedzialna za utrzymywanie kontaktów z mafią albańską, czeską i macedońską. Kolejnym ważnym faktem zasługującym na uwagę to jest siostra Thaçiego, która wyszła za mąż za Sejdija Bajrush, jednego z szefów mafii albańskiej.
W marcu 1999 Hashim Thaçi został politycznym przywódcą Armii Wyzwolenia Kosowa. Następnie wziął udział w negocjacjach w Rambouillet jako lider reprezentacji albańskiej społeczności Kosowa. Został także członkiem kosowskiego przedstawicielstwa w międzynarodowym procesie negocjacji w sprawie ustalenia ostatecznego statusu prowincji.

### Wybory 2007

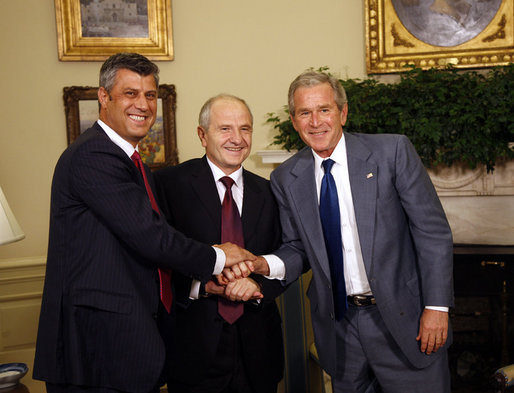
Premier Thaçi i prezydent Fatmir Sejdiu podczas spotkania z prezydentem USA George’em W. Bushem

17 listopada 2007 jego Demokratyczna Partia Kosowa wygrała wybory parlamentarne w prowincji, zdobywając 34% głosów poparcia i 37 miejsc w 100-osobowym parlamencie. W czasie kampanii wyborczej Thaci zapowiadał jak najszybsze ogłoszenie niepodległości Kosowa. Początkowo zamierzał to uczynić zaraz po 10 grudnia 2007, dacie zakończenia międzynarodowych rokowań na temat statusu prowincji. Jednak 19 listopada 2007, na spotkaniu w Londynie, ministrowie spraw zagranicznych UE przestrzegli Thaçiego przed ogłaszaniem jednostronnej deklaracji niepodległości bez wcześniejszych konsultacji i poparcia choćby części społeczności międzynarodowej.
11 grudnia 2007 Hashim Thaçi został desygnowany przez prezydenta Fatmira Sejdiu na nowego szefa rządu. Jego partia rozpoczęła rozmowy koalicyjne z Demokratyczną Ligą Kosowa, drugą co do wielkości partią w parlamencie. 9 stycznia 2008 Thaçi został wybrany przez parlament premierem Kosowa, głosami 85 za i 22 przeciw. Przy tej okazji zadeklarował osiągnięcie niepodległości przez Kosowo w pierwszej połowie 2008. 17 lutego 2008 parlament Kosowa jednogłośnie proklamował powstanie niepodległej Republiki Kosowa. W dniu 9 grudnia 2014 roku stracił stanowisko premiera. Nowym szefem rządu został Isa Mustafa, przywódca Demokratycznej Ligi Kosowa.
Według projektu raportu powstałego na zlecenie Rady Europy, stworzonego przez szwajcarskiego senatora Dicka Marty’ego i opublikowanego w grudniu 2010, Hashim Thaçi jako lider UÇK miał być zaangażowany w przemyt narkotyków i nielegalny handel organami ludzkimi przeznaczonymi na przeszczepy. Thaçi zaprzeczył tym zarzutom.

### Oskarżenie o zbrodnie przeciwko ludzkości
24 czerwca 2020 roku Prokuratura Specjalnej Izby Sądowej Kosowa w Hadze (Thaçi i Veseli przeciwko tej instytucji prowadzili spisek) podała, że Hashim Thaçi i dziewięć osób (wśród nich Kadri Veseli) zostało oskarżonych o zbrodnie przeciwko ludzkości i zbrodnie wojenne, w tym prawie 100 zabójstw, popełnione na Serbach i Cyganach przez UÇK w czasie wojny w Kosowie w latach 1998–1999. 5 listopada 2020 zrezygnował z urzędu.